# أم جوزة (البلقاء)
أم جوزة منطقة سكنية تقع في لواء قصبة السلط، محافظة البلقاء في الأردن. تنتمي المنطقة لقضاء زي الذي يضم 7 مناطق. يقدر عدد سكانها بـ 4071 نسمة حسب إحصاء 2015.

## شخصيات
الشيخ احمد ابوجلمة ابورمان
الشيخ عقاب ابورمان (ابوصقر) شيخ كبير على مستوى الاردن والبلقاء والسلط 
هدى ابورمان نائب سابق في مجلس النواب 
عبدالله ابورمان وزير الاعلام الاسبق
معتز ابورمان نائب لثلاث دورات نيابية 
محمد ابورمان وزير الشباب والثقافة سابق
رانيا ابورمان نائب في مجلس النواب العشرين 
عامر ابورمان عضو لامركزية 
الدكتور علي ابورمان عضو سابق لامركزية
منار ابورمان عضو سابق لامركزية 
الدكتور رامي ابورمان مدير مستشفى الحسين السلط الجديد

## الوصلات الخارجية
- دائرة الاحصاءات العامة